# Platkopkat
De platkopkat (Prionailurus planiceps) is een wilde katachtige uit Zuidoost-Azië. Hij is meer nog dan de nauw verwante vissende kat (Prionailurus viverrinus) een gespecialiseerde viseter.

## Kenmerken

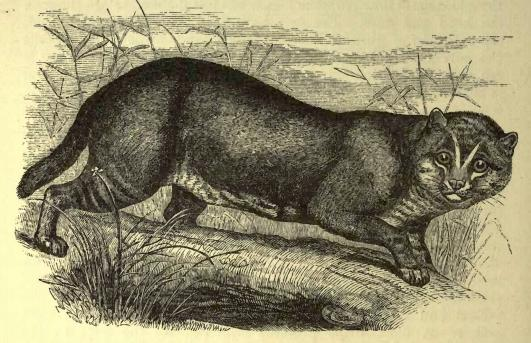

De platkopkat dankt zijn naam aan het platte voorhoofd. De platkopkat heeft kleine, ronde, laaggeplaatste en wijd uit elkaar staande oortjes en een vrij lange snuit. Door de korte poten staat de platkopkat laag bij de grond. Ook de voeten zijn klein. De platkopkat is een van de weinige katachtigen (samen met onder andere het jachtluipaard) die zijn nagels niet kan intrekken. Tussen de tenen heeft de kat kleine zwemvliesjes.
De haren van de platkopkat zijn lang en dik. De vacht van de platkopkat is roodbruin tot donkerbruin aan de bovenzijde, en wit aan de onderzijde. De kop heeft meestal een heldere rode tint. De keel, buik en binnenkant van de poten hebben donkere vlekken. Onder de ogen loopt een witte streep. De oren zijn zwart van kleur, met een okerkleurige vlek aan de basis.
De platkopkat wordt 41 tot 50 centimeter lang en 1,6 tot 2,2 kilogram zwaar. De staart is 13 tot 15 centimeter lang.

## Leefwijze
De platkopkat is een solitair nachtdier. Hij jaagt voornamelijk op vis, maar ook andere waterdieren als kreeften, krabben, garnalen en kikkers, en kleine knaagdieren en vogels vallen geregeld ten prooi.

## Verspreiding
De platkopkat leeft langs de oevers van rivieren, meren en moerassen in dichte regenwouden, bladverliezende loofwouden en dichte struikgebieden van Maleisië, Borneo, Sumatra en het zuiden van Thailand en Myanmar.